# Austrheim
Austrheim è un comune norvegese della contea di Vestland.